# Unterbäck

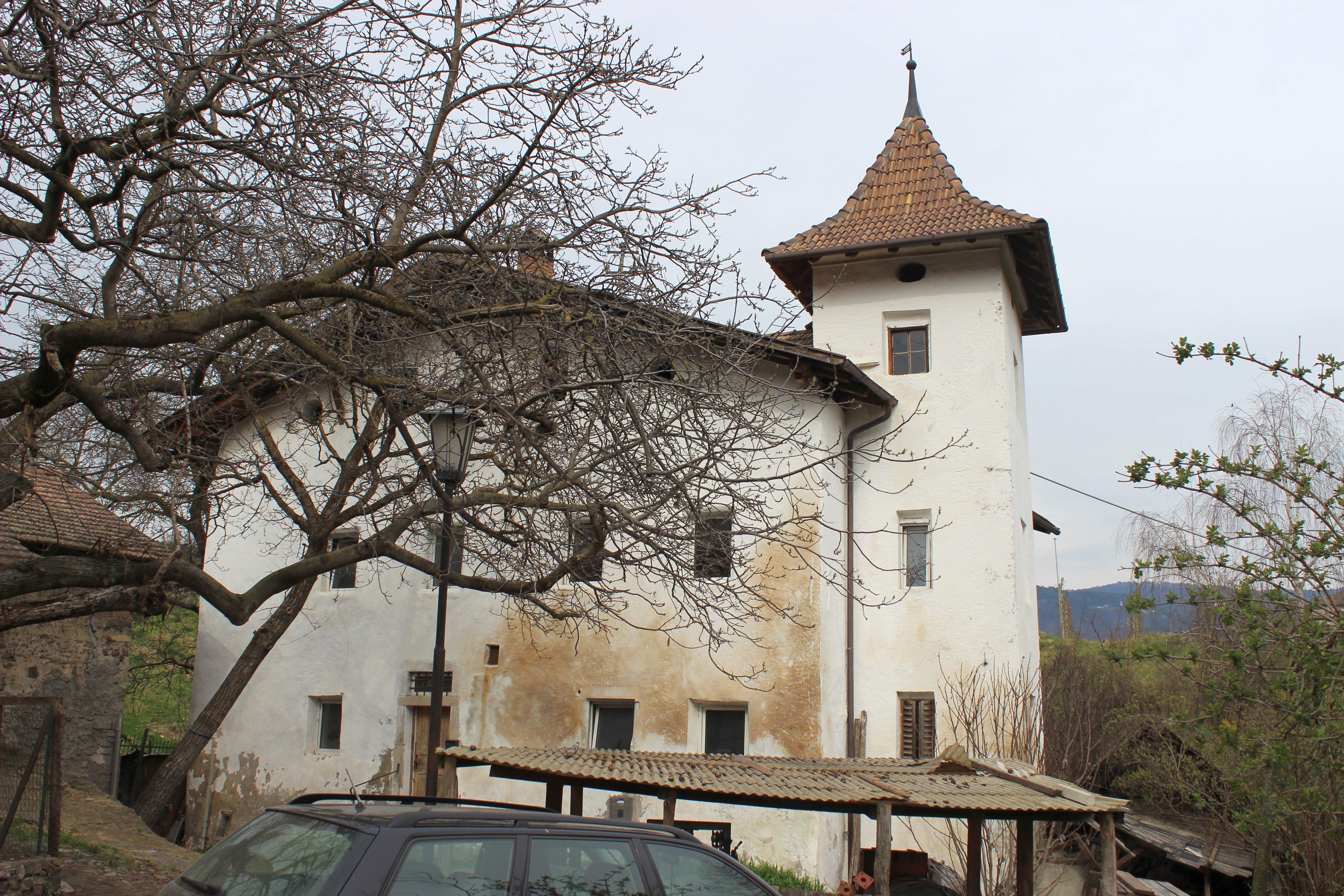
Unterbäck in Tisens

Unterbäck ist ein ansitzartiges Hofgebäude in Prissian, einer Fraktion der Gemeinde Tisens in Südtirol. 

## Geschichte

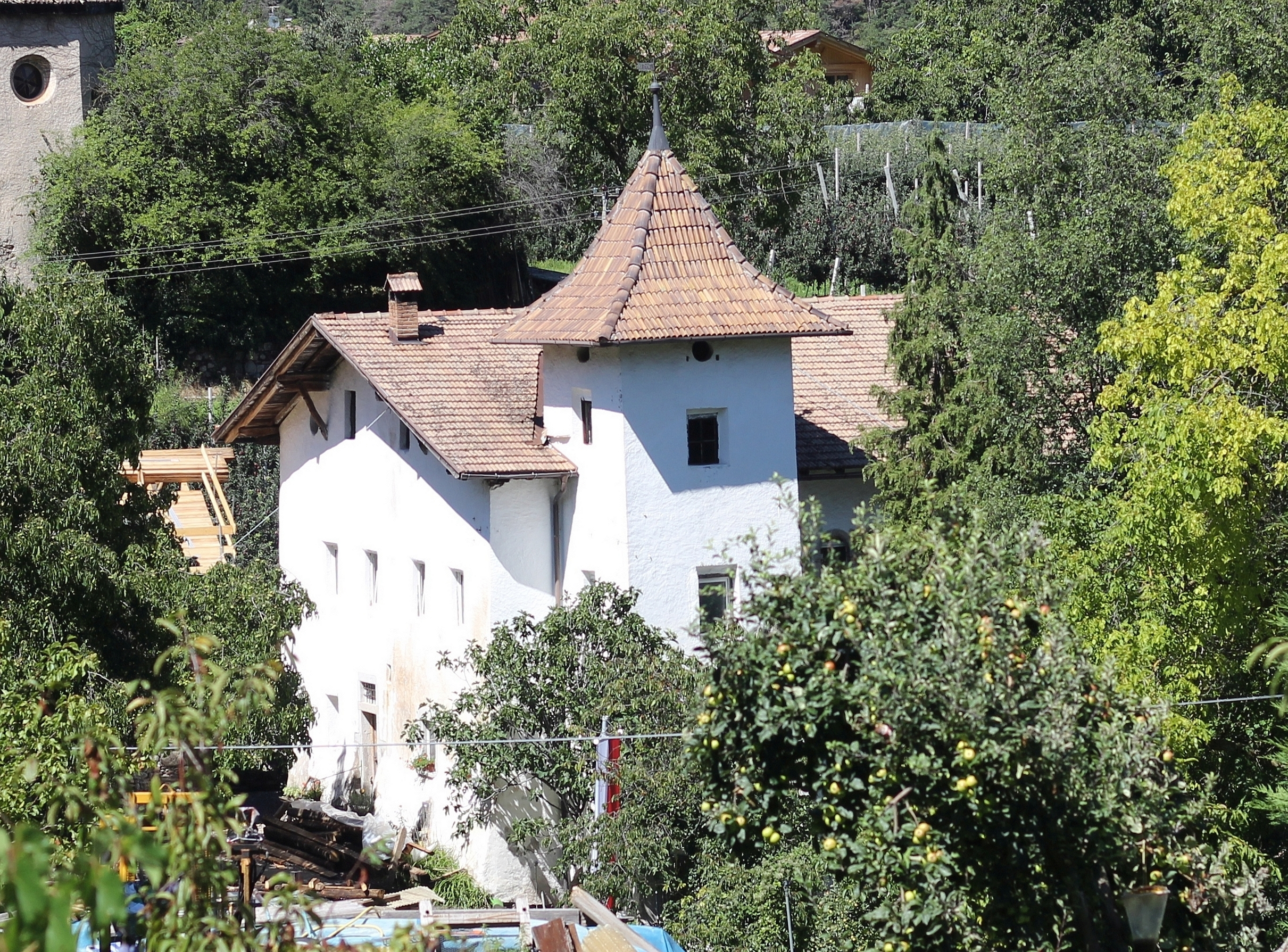
Seitenansicht

Bauanalysen ergaben, dass das heutige Anwesen im Ortskern von Prissian in vier Bauphasen entstanden ist. Der älteste, südöstliche Gebäudeteil wird auf das 14. Jahrhundert datiert. 1355/56 ist die Mühle mit Sägewerk erstmals urkundlich erwähnt. Ab dem 15. Jahrhundert wurde das Gebäude durch Zubauten vergrößert und erweitert. Der Hofname Unterbeck geht auf eine gleichnamige seit dem 16. Jahrhundert in Prissian nachgewiesene, wohlhabende Beamtenfamilie zurück. 1565 ist ein Silvester Unterpöck auf der Mühle belegt, 1597 folgte Isaak Underpöckh und der Gerichtsschreiber und Anwalt Adam Unterpeckh († 1639). Sein heutiges Aussehen erhielt das Hofgebäude an der Wende vom 16. zum 17. Jahrhundert im typischen Überetscher Stil. Der Sohn von Adam, Christoph Unterpoeckh, fungierte 1682 als Plegeverwalter der Herrschaft Burgstall, der die Mühle verpachten ließ. 1678 saß der Bäcker Hans Hölbl auf dem Hof. Darauf wechselten über die Jahrhunderte häufig die Besitzer. In jüngerer Zeit erlitt das leerstehende Gebäude erhebliche Bauschäden. Am 5. Oktober 1981 erfolgte die Unterschutzstellung von Seiten des Südtiroler Landesdenkmalamtes. Nach einer gründlichen Renovierung plant der neue Eigentümer die Nutzung als Ferienunterkunft und Buschenschank.

## Beschreibung
Das Renaissance-Hofgebäude im Überetscher Stil besitzt an der Westfassade eine steingerahmte Eingangstür, an den Seiten Doppelbogenfenster, einen an der Südseite angebauten Turm mit Pyramidendach sowie einen Hausflur mit Kreuzgratgewölbe. Der Ofen im zweiten Stockwerk stammt aus dem Anfang des 19. Jahrhunderts. Auf dem Gelände stehen außerdem ein Wirtschaftsgebäude und ein Sägewerk. 